# Compresor centrifugal

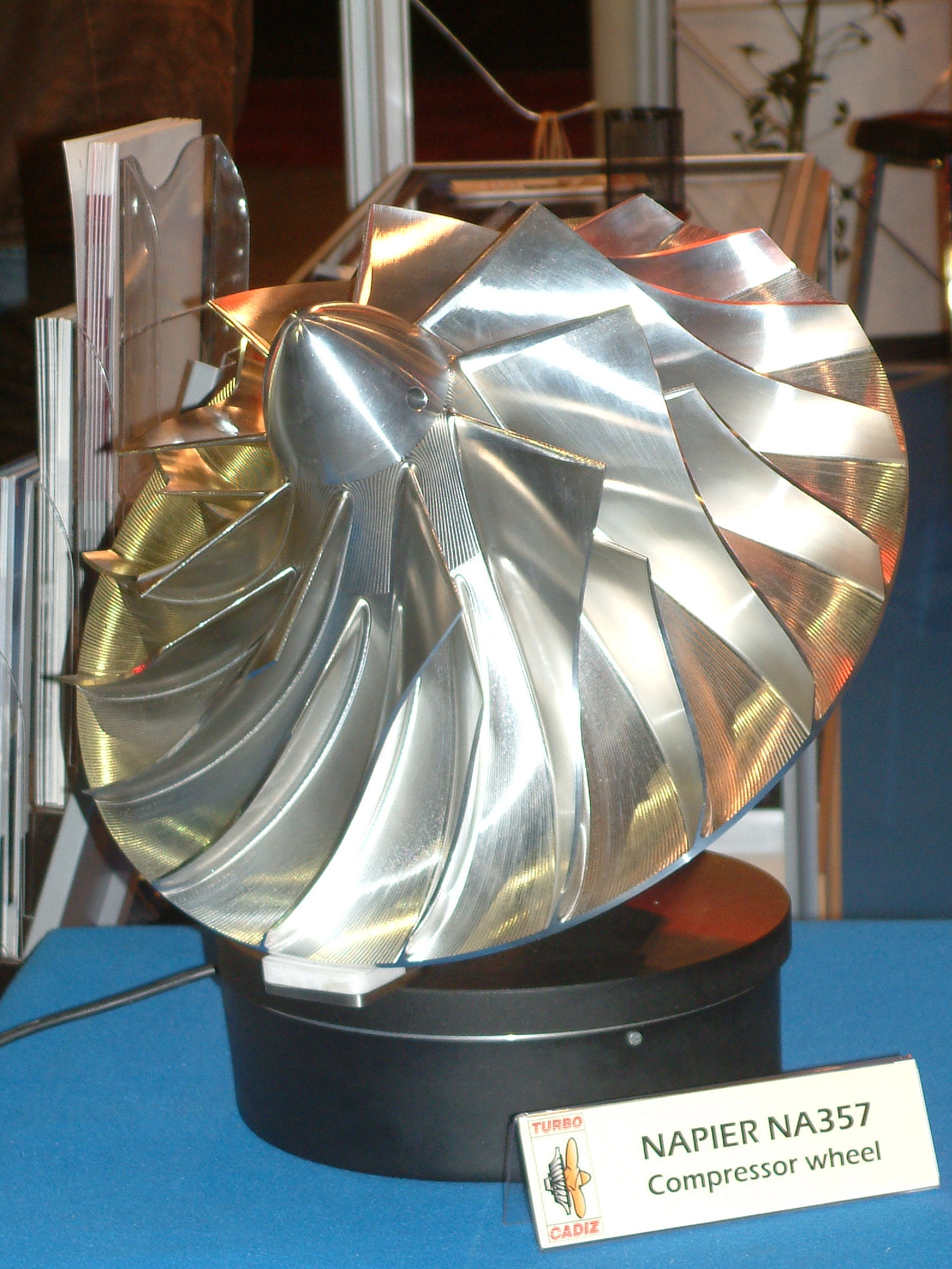
Compressor wheel Napier NA357Europort 2009

Compresoarele centrifugale, uneori numite compresoare radiale, sunt o subclasă de turbomașini  dinamice cu simetrie radială. Compresoarele dinamice mai includ subclasa compresoarelor axiale.
Compresoarele dinamice realizează o creștere a presiunii prin creșterea energiei/vitezei cinetice la un flux continuu de fluid prin rotor paletat. Această energie cinetică este apoi transformată într-o creștere a  energiei potențiale de presiune/presiunii statice prin încetinirea fluxului printr-un difuzor.